# Bahnstrecke Worms–Grünstadt
| |                                                                      |                                             |                                             |
| Streckennummer (DB): | 3566 (Worms– ehem. Landesgrenze) 3423 (ehem. Landesgrenze–Grünstadt) |                                             |                                             |
| Kursbuchstrecke (DB): | zuletzt 274f                                                         |                                             |                                             |
| Kursbuchstrecke: | 274g (1946)                                                          |                                             |                                             |
| Streckenlänge: | 18 km                                                                |                                             |                                             |
| Spurweite: | 1435 mm (Normalspur)                                                 |                                             |                                             |
| |                                                                      |                                             |                                             |
| \| \| \| von Mainz \| \| \| \| \| von Gundheim \| \| \| \| \| von Biblis und von Weinheim \| \| \| \| 0,0 \| Worms Hbf \| Worms Hbf \| \| \| \| nach Monsheim \| \| \| \| \| nach Ludwigshafen \| \| \| \| 1,4 \| Worms-Vorstadt \| Worms-Vorstadt \| \| \| 3,4 \| Worms-Zollhaus (früher: Zollhaus b Worms) \| Worms-Zollhaus (früher: Zollhaus b Worms) \| \| \| 4,4 \| Worms-Weinsheim (früher: Weinsheim) \| Worms-Weinsheim (früher: Weinsheim) \| \| \| 5,0 \| Worms-Horchheim (früher: Horchheim b Worms) \| Worms-Horchheim (früher: Horchheim b Worms) \| \| \| 6,0 \| Wiesoppenheim \| Wiesoppenheim \| \| \| \| Bundesautobahn 61 \| \| \| \| 9,0 \| Heppenheim (Rheinhess) \| Heppenheim (Rheinhess) \| \| \| \| Eisbach (Schwefelbrücke) \| \| \| \| 11,0 \| Offstein \| Offstein \| \| \| 11,7 \| ehem. Landesgrenze Hessen–Bayern \| ehem. Landesgrenze Hessen–Bayern \| \| \| 12,4 \| Neuoffstein \| Neuoffstein \| \| \| 13,8 \| Obrigheim-Colgenstein \| Obrigheim-Colgenstein \| \| \| 14,8 \| Heidesheim (Pfalz) \| Heidesheim (Pfalz) \| \| \| 15,8 \| Albsheim (Eis) \| Albsheim (Eis) \| \| \| \| von Monsheim \| \| \| \| \| von Ramsen \| \| \| \| 18,0 \| Grünstadt \| Grünstadt \| \| \| \| nach Neustadt (Weinstraße) \| \| \| \| \| \| \| \| Quellen: [1][2] \| \| \| \| |                                                                      |                                             |                                             |
| Strecke |                                                                      | von Mainz                                   | von Mainz                                   |
| Abzweig geradeaus und ehemals von rechts |                                                                      | von Gundheim                                | von Gundheim                                |
| Abzweig geradeaus und von links |                                                                      | von Biblis und von Weinheim                 | von Biblis und von Weinheim                 |
| Bahnhof | 0,0                                                                  | Worms Hbf                                   | Worms Hbf                                   |
| Abzweig geradeaus und nach rechts |                                                                      | nach Monsheim                               | nach Monsheim                               |
| Abzweig ehemals geradeaus und nach links |                                                                      | nach Ludwigshafen                           | nach Ludwigshafen                           |
| Haltepunkt / Haltestelle (Strecke außer Betrieb) | 1,4                                                                  | Worms-Vorstadt                              | Worms-Vorstadt                              |
| Bahnhof (Strecke außer Betrieb) | 3,4                                                                  | Worms-Zollhaus (früher: Zollhaus b Worms)   | Worms-Zollhaus (früher: Zollhaus b Worms)   |
| Haltepunkt / Haltestelle (Strecke außer Betrieb) | 4,4                                                                  | Worms-Weinsheim (früher: Weinsheim)         | Worms-Weinsheim (früher: Weinsheim)         |
| Bahnhof (Strecke außer Betrieb) | 5,0                                                                  | Worms-Horchheim (früher: Horchheim b Worms) | Worms-Horchheim (früher: Horchheim b Worms) |
| Bahnhof (Strecke außer Betrieb) | 6,0                                                                  | Wiesoppenheim                               | Wiesoppenheim                               |
| Strecke mit Straßenbrücke (Strecke außer Betrieb) |                                                                      | Bundesautobahn 61                           | Bundesautobahn 61                           |
| Bahnhof (Strecke außer Betrieb) | 9,0                                                                  | Heppenheim (Rheinhess)                      | Heppenheim (Rheinhess)                      |
| Brücke über Wasserlauf (Strecke außer Betrieb) |                                                                      | Eisbach (Schwefelbrücke)                    | Eisbach (Schwefelbrücke)                    |
| Bahnhof (Strecke außer Betrieb) | 11,0                                                                 | Offstein                                    | Offstein                                    |
| Grenze (Strecke außer Betrieb) | 11,7                                                                 | ehem. Landesgrenze Hessen–Bayern            | ehem. Landesgrenze Hessen–Bayern            |
| Betriebs-/Güterbahnhof Strecke bis hier außer Betrieb | 12,4                                                                 | Neuoffstein                                 | Neuoffstein                                 |
| ehemaliger Bahnhof | 13,8                                                                 | Obrigheim-Colgenstein                       | Obrigheim-Colgenstein                       |
| ehemaliger Bahnhof | 14,8                                                                 | Heidesheim (Pfalz)                          | Heidesheim (Pfalz)                          |
| ehemaliger Haltepunkt / Haltestelle | 15,8                                                                 | Albsheim (Eis)                              | Albsheim (Eis)                              |
| Abzweig geradeaus und von rechts |                                                                      | von Monsheim                                | von Monsheim                                |
| Abzweig geradeaus und von rechts |                                                                      | von Ramsen                                  | von Ramsen                                  |
| Bahnhof | 18,0                                                                 | Grünstadt                                   | Grünstadt                                   |
| Strecke |                                                                      | nach Neustadt (Weinstraße)                  | nach Neustadt (Weinstraße)                  |
| |                                                                      |                                             |                                             |
| Quellen: |                                                                      |                                             |                                             |

Die Bahnstrecke Worms–Grünstadt – im Volksmund wahlweise auch als Wissegickel, Pfefferdüttche oder Offsteiner Schneck bezeichnet – war eine Nebenbahn, die vom rheinhessischen Worms ins pfälzische Grünstadt führte und heute zu weiten Teilen stillgelegt ist. Sie wurde im Zeitraum von 1886 bis 1900 von zwei unterschiedlichen Gesellschaften errichtet und betrieben, da sie damals sowohl im Großherzogtum Hessen als auch im Königreich Bayern verlief.

## Verlauf
Die Strecke begann in Worms und folgte der Bahnstrecke Mainz–Ludwigshafen auf der Länge von etwa anderthalb Kilometern. In diesem Bereich befand sich der Haltepunkt Worms-Vorstadt. Anschließend bog sie rechts ab und orientierte sich am Verlauf des Eisbach. Ab Neuoffstein ist die Strecke noch vorhanden. Kurz bevor sie in die Pfälzische Nordbahn einmündet, verlässt sie dieses Flusstal wieder, um nach etwa zwei Kilometern den Bahnhof von Grünstadt zu erreichen.
Vom Wormser Hauptbahnhof zum Bahnhof Heppenheim (Rheinhessen) verlief sie im heutigen Stadtgebiet der kreisfreien Stadt Worms, Offstein ist Teil des Landkreises Alzey-Worms. Der noch vorhandene Streckenabschnitt befindet sich komplett im Landkreis Bad Dürkheim.

## Geschichte

### SEG-Strecke Worms–Offstein

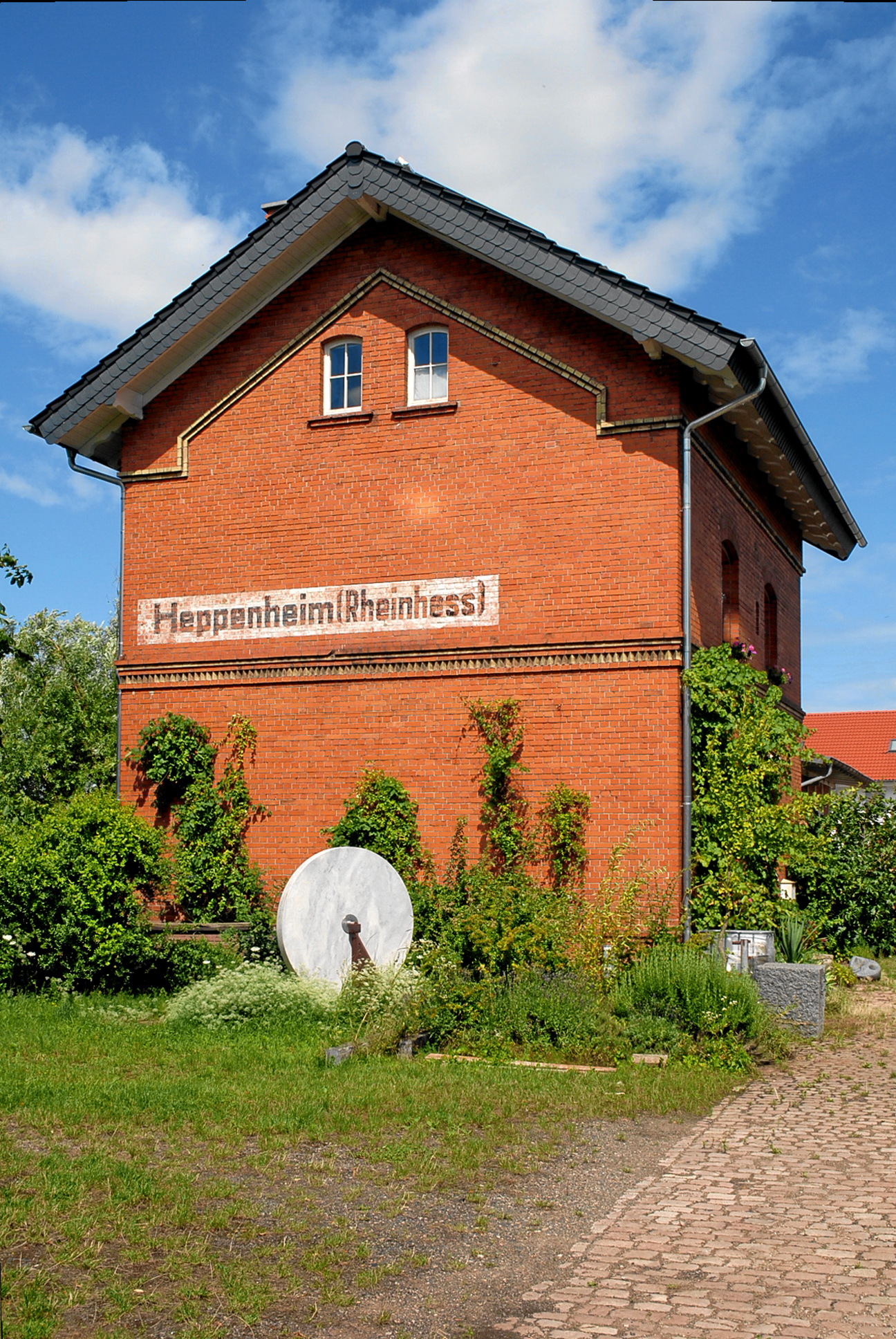
Ehemaliger Bahnhof Heppenheim (Rheinhessen)

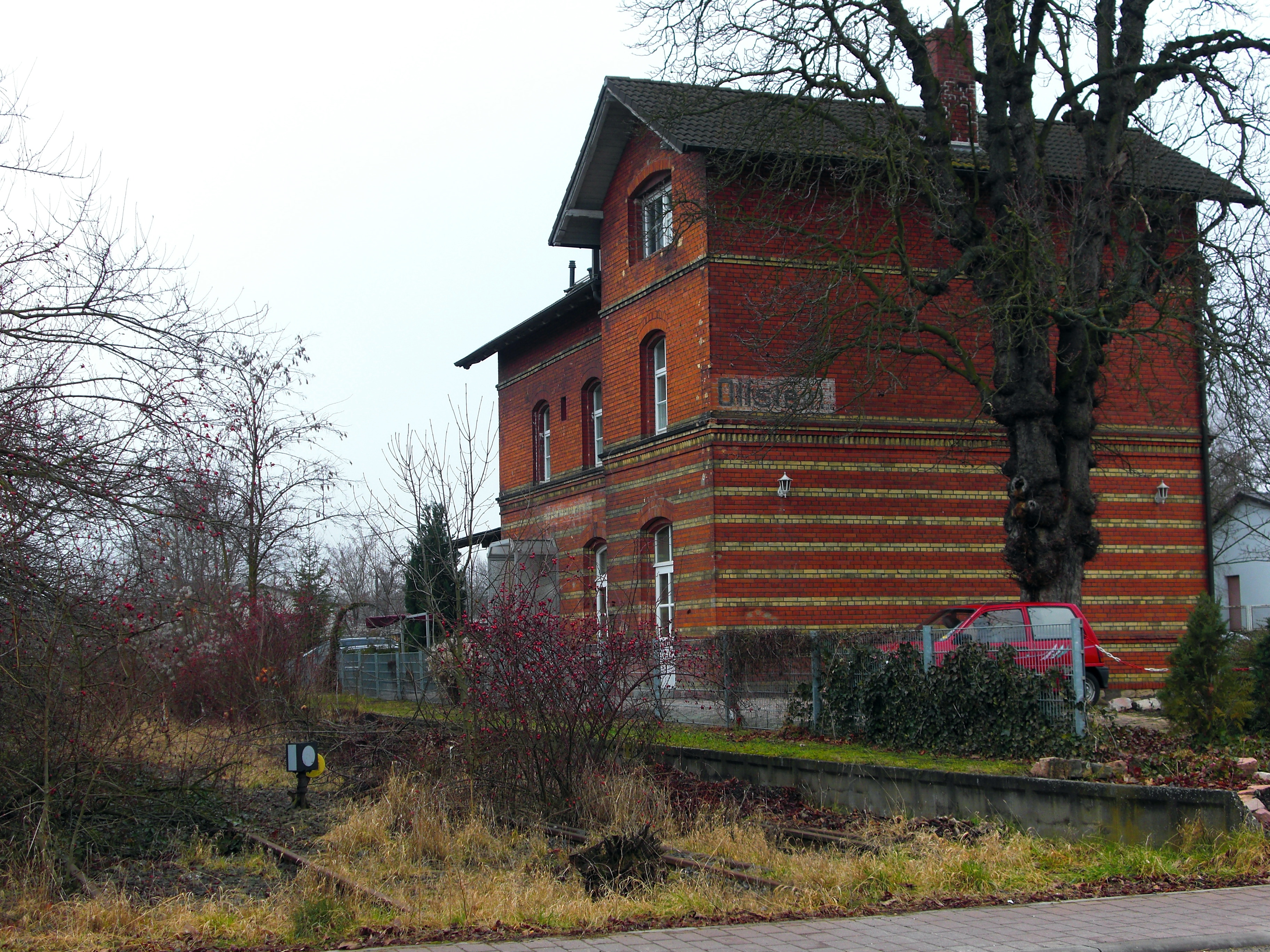
Ehemaliger Bahnhof Offstein mit stillgelegten Gleisen

Schon vergleichsweise früh gab es Bestrebungen, durch das untere Eistal eine Bahnstrecke in Richtung Grünstadt zu errichten. Vor allem der in Worms ansässigen Lederindustrie schwebte eine Magistrale über Kaiserslautern bis nach Pirmasens vor, dessen dort ansässige Schuhindustrie als Kunde anvisiert wurde. Ebenso sprachen die dichte Besiedlung der Gegend sowie die umfangreiche landwirtschaftliche Nutzung für einen Bahnbau. Erst die betroffenen Gemeinden entlang des Flusses konnten jedoch die Errichtung der Bahnstrecke erreichen, als sie sich  1884 in einem Eisenbahnkomitee organisierten.
Im Oktober 1886 erhielt das Eisenbahnkonsortium Darmstädter Bank für Handel und Industrie / Herrmann Bachstein die hessische Konzession für Bau und Betrieb der Strecke von Worms bis zur Landesgrenze bei Offstein, die bereits am 12. Dezember desselben Jahres eröffnet wurde. Die Strecke wurde mit Wirkung zum 11. Februar 1895 von Bachstein in die neugegründete Süddeutsche Eisenbahn-Gesellschaft AG (SEG) eingebracht. Aufgrund von Artikel 95 der Weimarer Verfassung ging durch das Gesetz betreffend den Staatsvertrag über den Übergang der Staatseisenbahnen auf das Reich vom 30. April 1920 die Eisenbahnaufsicht zum 1. August 1922 vom Volksstaat Hessen auf das Deutsche Reich über, faktisch vom Hessischen Finanzministerium auf die Eisenbahndirektion Mainz.
Die SEG verlegte ihre Verwaltung 1925 aus dem Bahnhof Offstein in den Bahnhof Horchheim. Sie setzte 1939 auf ihrem Abschnitt der Worms-Offsteiner Eisenbahn drei Dampflokomotiven, einen Triebwagen, zehn Personen-, zwei Gepäck- und drei Güterwagen ein. Lokschuppen und Werkstatt befanden sich in Offstein.

### Verlängerung Offstein–Grünstadt
Bereits 1893 wurde das Projekt verfolgt, die Strecke bis in die Pfalz nach Grünstadt zu verlängern, wobei jedoch nicht die SEG, sondern die Pfälzische Nordbahn den Zuschlag erhielt, die den Abschnitt bis Grünstadt am 15. September 1900 eröffnete. Mit der Nebenbahn Worms–Offstein wurde ein Gemeinschaftsverkehr mit durchgehenden Zügen eingerichtet. Im Güterverkehr war die Zuckerfabrik Offstein ein wichtiger Kunde und die Pfälzische Nordbahn ließ sich ein eigenes Anschlussgleis seitens des Großherzogtums Hessen dorthin konzessionieren.
Nach der Verstaatlichung der pfälzischen Eisenbahnen 1909 ging der westliche Streckenteil an die Königlich Bayerischen Staatseisenbahnen über, 1920 an die Deutsche Reichsbahn und ihre Nachfolger. Trotz dieses geteilten Eigentums der Strecke von Worms nach Grünstadt bestand der Gemeinschaftsverkehrs weiter.
1910 wechselte die Bezeichnung des Bahnhofs „Neuoffstein i. d. Pfalz“ zu schlicht „Neuoffstein“.
Die französische Besatzungsmacht ordnete nach dem Zweiten Weltkrieg alle staatlichen Bahnanlagen im nördlichen Teil ihrer Besatzungszone der Eisenbahndirektion Mainz zu, also auch den Abschnitt der Bahnstrecke Worms–Grünstadt, der zur Deutschen Reichsbahn gehörte.

### Ende des SEG-Betriebs
Zum 31. Dezember 1952 lief die Konzession der SEG-Bahnstrecke Worms–Offstein ab die 1936 durch das sog. „SEG-Gesetz“ zwangsweise verlängert worden war. Da die SEG die defizitäre Strecke nicht weiter betreiben wollte, fiel sie an das Land Rheinland-Pfalz. Dieses traf eine Abmachung mit der Deutschen Bundesbahn (DB), die die Betriebsführung für das Land ab dem 1. April 1953 übernahm. Da auf der Strecke sowohl der Personen- als auch Güterverkehr immer noch Bedeutung besaß, wurde beides weiter geführt. Zum 1. Dezember 1953 wurden die Bahnhöfe Worms-Vorstadt und Heppenheim (Rhh) in Haltestellen umgewandelt.
Die DB wurde 1959 Eigentümerin der gesamten Infrastruktur und führte den Betrieb „versuchsweise“ als eigene Nebenbahn weiter. 1959 wurde der Betrieb auf den „vereinfachten Nebenbahndienst“ umgestellt. Das Personal wurde in den folgenden Jahren zunehmend aus den Bahnhöfen und Haltestellen abgezogen, der Personenverkehr am 29. September 1968 insgesamt eingestellt. Bereits ein Jahr zuvor hatte die DB eine parallel führende Omnibuslinie eingerichtet. 1968 wurde der Personenverkehr eingestellt.
Mit der schrittweisen Auflösung der Bundesbahndirektion Mainz in den Jahren 1971/72 fiel die Zuständigkeit für die Strecke zum 1. Juni 1971 im Abschnitt Grünstadt–Offstein an die Bundesbahndirektion Karlsruhe. Die Direktionsgrenze lag nun bei Streckenkilometer 11,712 zwischen Offstein und Neuoffstein.
Ab Mitte der 1970er erfolgte der Rückbau des in Rheinhessen gelegenen Streckenabschnitts. Er wurde mittlerweile teilweise überbaut. Der Güterverkehr auf dem Abschnitt Heppenheim–Worms Zollhaus fand zum 1. Juni 1988 sein Ende, zuletzt nur noch als Bahnhofsgleis von Worms aus betrieben. Der Güterverkehr auf dem Abschnitt Offstein–Neuoffstein wurde am 15. Dezember 1998 eingestellt und der Abschnitt fünf Tage später stillgelegt. Lediglich auf dem Abschnitt Neuoffstein–Grünstadt findet zur Belieferung des Südzucker-Werks Neuoffstein noch gelegentlich Güterverkehr statt, die übrige Bedienung durch DB Cargo wurde am 31. Dezember 2001 eingestellt, die Reststrecke bis Ende 2008 von der Südzucker AG unterhalten. Am 1. Januar 2009 hat die Wincanton Rail die Strecke von der Südzucker AG übernommen. Die Wincanton Rail betreibt den Güterverkehr für die Südzucker AG, jährlich werden etwa 10.000 t Kristallzucker über die Bahnstrecke transportiert.

## Betrieb
Im Güterverkehr diente die Bahnlinie hauptsächlich dem Transport landwirtschaftlicher Produkte. Einen großen Teil letzterer machten Gurken und vor allem Zuckerrüben aus. Von allen Strecken, die sich im Eigentum der SEG befanden, hatte die Bahnstrecke Worms–Grünstadt das höchste Güteraufkommen zu verzeichnen. Die Bedeutung des Personenverkehrs trugen hauptsächlich die Lederwerke Heyl, die sich in der Nähe des Haltepunkts Worms-Vorstadt befanden. Der Schülerverkehr hatte ebenfalls eine tragende Rolle. Um die große Nachfrage im Personenverkehr zu bewältigen, wurden sämtliche Unterwegshalte mit langen Bahnsteigen ausgestattet. Pro Tag gab es auf der Strecke zwischen sechs und zehn Zügen pro Richtung. Die zulässige Höchstgeschwindigkeit betrug 25 Kilometer pro Stunde.